# Nagy Anna (újságíró)
Nagy Anna (Budapest, 1965. augusztus 12. –) magyar újságíró, kommunikációs szakember, korábbi kormányszóvivő, volt helyettes államtitkár.

## Tanulmányai
1979 és 1983 között Szerb Antal Gimnáziumban tanult, 1984-től az Eötvös Loránd Tudományegyetem Bölcsészettudományi Kar Angol–Amerikai Intézet hallgatója volt, 1989-ben itt szerezte első diplomáját angol-francia szakon. Másoddiplomáját 2004-ben kapta meg a Budapesti Gazdasági Főiskola külkereskedelmi karán szakdiplomácia szakon.

## Pályafutása
1989 után két esztendeig foglalkozott tanulási problémákkal küzdő gyermekek oktatásával és fejlesztésével a New York-i Woodcliff Academy-n. 1993-tól 1995-ig részt vett a Marylandi Egyetem posztgraduális média- és újságíróképzésén, ezzel egyidjűleg pedig mint újságíró a Népszabadság Magazinnak és a Magyar Hírlap magazinnak dolgozott. 1995-től 1998-ig volt szerkesztője és műsorvezetője a Nap Tv gazdasági hírműsorának, az önálló gazdasági rovatnak és a Budapest Today című angol nyelvű hírműsornak. 2000-ben a Gazdasági Minisztérium Sajtó és Tájékoztatási Főosztályának főosztályvezetői posztját töltötte be, annak sajtófőnöke volt, később pedig külpolitikai szerkesztőként tevékenykedett a Magyar Televízió Híradójánál. 2001-től 2005-ig mint kommunikációs szakértő dolgozott, kommunikációs- és médiatréningeket tartott meghívott előadóként a strasbourgi székhelyű Európa Tanácsnál. 2005-től 2007-ig volt a Brit Nagykövetség kommunikációs vezetője. 2007-ben a Szabad Föld rovatvezetőjévé nevezték ki, egyúttal főszerkesztő-helyettese lett a Horizon kétnyelvű utazási magazinnak. Angolul és franciául felsőfokon, spanyolul pedig alapfokon beszél.

## Családja
Egy fiúgyermek édesanyja, akit egyedül nevel.

## Kitüntetései
- Magyar Arany Érdemkereszt (2018)
- A Magyar Érdemrend lovagkeresztje[2] (2025)